# Kilian Moritz
Kilian Moritz (* 1965) ist ein deutscher Hochschullehrer für Journalismus an der Hochschule für Angewandte Wissenschaften Würzburg-Schweinfurt und Musiker.

## Werdegang
Moritz absolvierte 1984 das Abitur in Bad Kissingen und studierte anschließend klassische Musik in Würzburg und Nürnberg sowie Kulturmanagement in Ludwigsburg. Er absolvierte ein Masterstudium in Medienrecht am Mainzer Medieninstitut (Johannes-Gutenberg-Universität Mainz). Er wirkte von 1990 bis 2000 als Redakteur und Radiomoderator beim Bayerischen Rundfunk und war von 2000 bis 2010 Fernseh-Musikchef beim Hessischen Rundfunk. Von 2010 bis 2012 lehrte er als Professor für Hörfunk- und Kulturjournalismus an der Hochschule Ansbach. Anschließend übernahm er eine Professur für Journalismus und Medien an der Hochschule für Angewandte Wissenschaften Würzburg-Schweinfurt (Fakultät für Angewandte Natur- und Geisteswissenschaften). Dort lehrt er schwerpunktmäßig Medien- und Urheberrecht in verschiedenen journalistischen und medienwissenschaftlichen Fächern.
In einer empirischen Studie zur Wirkung von Hintergrundmusik im Fernsehen konnte Moritz 2017 nachweisen, dass Musik mit Gesang unter gesprochenem Text sehr häufig als störend empfunden wird und häufig erheblich von den Wortbeiträgen ablenkt. Gemäß der Studie wurde Unterlegemusik mit Gesang häufig als zu laut empfunden, obwohl dabei die Gesangspassagen objektiv nicht lauter waren als die dezentere Instrumentalmusik. An der Studie nahmen mehr als 500 Probanden teil, denen ein TV-Beitrag aus dem ARD-Kulturmagazin Titel Thesen Temperamente in drei unterschiedlichen Musikversionen vorgespielt wurde. Bei der Version mit Gesang konnten die Probanden deutlich weniger vom Inhalt wiedergeben, als bei den Versionen mit Instrumentalmusik oder ganz ohne Musik.

## Musikalisches Wirken
Moritz war über 20 Jahre Mitglied in der fränkischen Volksmusikformation Rhöner Läushammel. Mit seinem aktuellen Ensemble Kilian, Kolonat und TonArt spielt er „Fränkisch, Balkan und Jazz“. Er komponiert und textet, insbesondere auch Chormusik. Er ist u. a. Urheber des Strophenlieds „Schütt de Brüh noo“, das in den Medien mehrfach als „neue Frankenhymne“ bezeichnet wurde. Damit war Moritz in der BR-Sendung Närrische Weinprobe 2019 im Fernsehen zu sehen.
Moritz befasst sich seit langem mit fränkischer Volksmusik und erhob im Jahr 2020 in einigen bayerischen Medien den Vorwurf, dass diese im Vergleich zur oberbayerischen, österreichischen und südtiroler Volksmusik in den Radio- und TV-Sendungen des Bayerischen Rundfunks deutlich unterrepräsentiert sei. Diese Behauptung wurde in der bayerischen Presse und Politik kontrovers diskutiert. Moritz kritisiert insbesondere die regionale Unausgewogenheit im Kultur- und Unterhaltungsprogramm des BR. Es gebe im Fernsehprogramm des BR „nahezu keine Serie, die in Franken gedreht“ werde. Moritzʼ Anmerkungen zur unterrepräsentierten fränkischen Regionalkultur im Bayerischen Rundfunk schafften es in die Sendung Ringlstetter des Bayerischen Rundfunks Nr. 85 vom 8. April 2021.
Des Weiteren äußerte er sich mehrfach zur Frage der Verwendung von Gender-Sternchen.

## Auszeichnungen
- 2022: Frankenmedaille des Fränkischen Bundes[31][32]